# Pips (Krankheit)
Pips, auch Pipp oder  Ziep (über ahd. pfipfiz zu lateinisch pituita, „Schleim“), ist eine volkstümliche Bezeichnung für die Atemnot bei schweren Entzündungen der Schnabelhöhle beim Geflügel, wie sie beispielsweise bei Vogelpocken auftritt. Von dem bis Anfang des 20. Jahrhunderts als eigenständige Krankheit begriffenen Pips galten vor allem Hühner und Gänse betroffen.

## Symptome
Neben einer Verschleimung und damit Verstopfung der Nasenlöcher galt auch eine verhärtete Zunge als Hinweis auf eine Erkrankung mit Pips. Der Pips galt im 19. Jahrhundert als eine „häufig genannte Universalkrankheit“ bei Geflügel.
Um 1800 wurden Auswirkungen des Pips auf Hühner beschrieben: „Wenn ein Huhn die Flügel sinken läßt und nicht frißt, traurig ist, sich an die Seite stellt, so muß man seinen Kopf sorgfältig untersuchen.“ Da die Tiere nicht frei atmen können, würden sie zudem „den Schnabel aufsperren, husten, keuchen und bisweilen erschöpft zu Boden fallen“.

## Historische Behandlungsansätze
Als Ursache für den Pips galten unter anderem Würmer, die zum Beispiel mit Tran getötet werden konnten. Als weitere Behandlung wurde die Gabe von Pillen aus Ruß und Butter empfohlen. Gänse sollten zudem durch Pimpinellaabsud geheilt werden können.
Herders Conversations-Lexikon von 1856 meinte, die Krankheit „entsteht bei schnellem Witterungswechsel, viel warmem Futter und schlechtem Wasser“. Daher sollte erkranktes Geflügel in trockener Umgebung gehalten werden und mit sauberem Futter sowie Grünzeug versorgt werden.
Als weitere Behandlungsmethode galt das sogenannte „Pipsstechen“: Hühner sollten vom Pips geheilt werden, indem man „mit einer Stecknadel die zarte, auf der Zungenspitze sitzende, Haut dem Huhn abreißt, und dieselbe es mit Brod, Butter und etwas Pfeffer verschlucken läßt, auch die Zunge mit ungesalzner Butter, oder Weinessig und Salz bestreicht, und einen kleinen Federkiel durch die verstopften Nasenlöcher steckt“.
Zeitgenossen äußerten sich wahrscheinlich in Bezug auf das archaische Pipsstechen kritisch: „… zeige einmal Einer einer Bauersfrau ein krankes Huhn, ob sie demselben nicht sogleich den Schnabel aufreißt, und ihm mit einer Nadel den Knorpel von der Unterseite der Zunge wegzieht, welchen sie alsdenn zeigt, zum Beweise, daß das Huhn den Pips gehabt habe! Wenn wird es endlich einmal dem Leuchte der Wissenschaft gelingen, solche Absurditäten zu verbannen?“ Auch Meyers Großes Konversations-Lexikon von 1908 schrieb, dass „oft ein weißlicher Zungenbelag [entsteht], der zu dem ebenso zwecklosen wie tierquälerischen Gebrauch geführt hat, dem Vogel die (angeblich verhärtete) Oberhaut der Zunge abzureißen“.

## Rezeption
Heinrich von Kleist ließ in seinem Werk Der zerbrochene Krug Dorfrichter Adam seine Zerstreutheit vor Gericht mit einem erkrankten Perlhuhn begründen: „Auf Ehr! Verzeiht, es hat ein Perlhuhn mir,/ das ich von einem Indienfahrer kaufte,/ Den Pips …“ Das mittelalterliche Sprichwort „Das Huhn scharrt, bis es seinen Pips bekommt“ drückt aus, dass jemand vom Unglück nicht loskommt.